# Епафродит
Епафродит (грч. Έπαφρόδιτος је један од седамдесеторице апостола, кога као светитеља прославља православна и католичка црква. Био је први апостол Филипљана и Андрианаца у Малој Азији.
Епафродит је познат као помоћник у мисионарском раду Светог Павла (Филипљанима 2:25 и 4:18). Познато је да је на томе марљиво радио и због тога и изгубио здравље, а по речима Павла: „Био је болестан, и скоро умре“. Он се, међутим, опоравио и Павле га је послао назад у Филипе. У својој Посланици Филипљанима Павле теши његове пријатеље, који су чули за његову тешку болест и моли за њега да га Црква прими са радошћу (Филипљанима 2:29). 